# Nicholas Budgen
Nicholas William Budgen (3 novembre 1937 - 26 octobre 1998), souvent appelé Nick Budgen, est un homme politique du Parti conservateur britannique.

## Jeunesse et carrière
Nommé d'après l'église Saint-Nicolas de Newport, dans le Shropshire, où son grand-père est prêtre, Budgen est baptisé à la cathédrale de Lichfield par son grand-père, qui a également baptisé Enoch Powell, et marié ses parents. Trente-sept ans plus tard, Budgen succède à Powell en tant que député conservateur de Wolverhampton South West.
Budgen fait ses études à la St Edward's School d'Oxford et au Corpus Christi College de Cambridge. Budgen est élevé par son grand-père après que son père George ait été tué à Tobrouk le 16 juin 1942, un de ses oncles ayant été tué pendant la Première Guerre mondiale et un autre pendant la seconde en Birmanie en mars 1945. Au cours de son service militaire, il atteint le grade de lieutenant dans le North Staffordshire Regiment. En 1959, il est transféré au Staffordshire Yeomanry. Il devient avocat au Gray's Inn en 1962. Bugden est également un cavalier amateur très passionné selon les règles de National Hunt et au printemps 1971, il remporte deux courses d'obstacles (à Market Rasen et Stratford) sur sa jument Jocelin, qui devient plus tard la mère de Brown Chamberlin.

## Carrière politique
Aux élections générales de 1970, il se présente pour les conservateurs à Birmingham Small Heath, mais échoue. Lorsque le député conservateur Enoch Powell quitte le parti et démissionne de son siège en raison de leur politique sur la CEE, seulement six semaines avant les élections générales de 1974, Budgen est choisi comme candidat pour les conservateurs dans l'ancien siège de Powell, Wolverhampton South West.
En 1975, il vote pour rester dans le Marché commun. En 1981, il est nommé whip conservateur, à l'époque un moyen sûr de devenir ministre. Le 8 mai 1982, cependant, il démissionne de son poste de whip en raison de son opposition à la création d'une Assemblée d'Irlande du Nord sans pouvoirs gouvernementaux. Cependant , The Spectator le désigne comme député d'arrière-ban de l'année 1984. Ses discours de novembre 1985 contre l'accord anglo-irlandais persuadent son cousin Ian Gow de démissionner de son poste de ministre du gouvernement de Margaret Thatcher.
Selon Michael Brown, qui est à l'époque whip du gouvernement, Nick Budgen est le seul critique du budget de mars 1988, qui contenait de nombreux « cadeaux » et conduit à une forte inflation et à la récession de 1990.
Il est également opposé à l'immigration au Royaume-Uni et le 10 octobre 1989, lors de la conférence du parti conservateur, il s'exprime, avec Tim Janman, député, et Jonathan Guinness (à la présidence), lors d'une réunion controversée organisée par le Young Monday Club intitulée la fin des anglais? – Immigration et rapatriement.
Sa véritable notoriété vient dans les années 1990 lorsqu'il est l'un des huit rebelles de Maastricht. Ils prennent l'habitude d'avoir leurs propres réunions politiques, amenant l'ancien Premier ministre pro-UE Edward Heath à les décrire comme "un parti dans un parti". Pour Budgen, la question européenne est une question bien plus importante que la simple loyauté envers un parti. Il a une attitude méprisante envers le parti et ses chefs, étant l'un des plus rebelles à la Chambre des communes pour la période de 1979 à 1997.
Il participe à un groupe d'environ 50 députés conservateurs de droite qui veulent influencer sur la politique gouvernementale sur l'Irlande du Nord et l'Europe, entre autres. Sa ligne dure sur la situation en Irlande du Nord a peut-être été renforcée par le meurtre par l'IRA de son cousin Ian Gow, en 1990.
Au lendemain d'un article conciliant du Times de Budgen, John Major réintègre les rebelles dans le groupe conservateur aux communes.
C'est Budgen qui lance l'idée d'un référendum sur la monnaie unique européenne en 1993, avec son projet de loi sur la monnaie européenne.
Budgen est également un membre dirigeant du comité spécial du Trésor, qui remet en question chaque augmentation d'impôt et attaque Kenneth Clarke comme étant "intellectuellement malhonnête". C'est sa position au sein de ce comité qui le persuade que la Banque d'Angleterre devait être rendue indépendante de toute ingérence politique, ce qui conduit à son projet de loi d'initiative parlementaire en 1994, une tentative de privatiser la Banque d'Angleterre. Le projet de loi échoue et en 1997, lorsque le Parti travailliste est au gouvernement, l'une de ses premières mesures est de rendre la Banque d'Angleterre indépendante.
Budgen s'est également fait un devoir de protéger les droits des propriétaires d'armes à feu après le massacre de Dunblane. Son discours est décrit dans The Guardian par le chroniqueur Simon Hoggart comme "l'un des derniers grands discours parlementaires". Le projet de loi Dunblane crée une situation où les pistolets de petit calibre deviennent illégaux au Royaume-Uni (à l'exception d'une période de 3 semaines en 2002 pour les Jeux du Commonwealth se tenant à Manchester, les équipes britanniques étant obligées de s'entraîner en France).
En raison de son soutien à un référendum sur la question de l'intégration européenne, le Parti du référendum de James Goldsmith décide de ne pas présenter de candidat contre lui. Il est battu aux élections générales de 1997.
Budgen est un chasseur passionné. Il écrit régulièrement pour Horse and Hound et occasionnellement pour le Wall Street Journal, le Times, le Daily Mail, le Glasgow Herald et l' Irish Times. Budgen est décrit aux Communes par un ancien ministre comme "vaut dix placesman" et par le Daily Telegraph comme le "feu, grand Nicholas Budgen".
Nicholas Budgen est décédé d'un cancer du foie à l'hôpital général de Stafford le 26 octobre 1998. Son service funèbre a  lieu près de sa ferme de Lichfield à la cathédrale de Lichfield, où son grand-père a été doyen. L'éloge funèbre est prononcé par son ami proche et autre rebelle de Maastricht Richard Shepherd. Lors de son service commémoratif à l'église St Margaret, Westminster, un autre ami proche, Charles Moore, prononce un éloge funèbre.